# 25 февраля
25 февраля — 56-й день года  по григорианскому календарю.
До конца года остаётся 309 дней (310 дней в високосные годы).
До 15 октября 1582 года — 25 февраля по юлианскому календарю, с 15 октября 1582 года — 25 февраля по григорианскому календарю.
В XX и XXI веках соответствует 12 февраля по юлианскому календарю.

## Праздники и памятные дни
См. также: Категория:Праздники 25 февраля

### Национальные
- Грузия — День советской оккупации.
- Кувейт — Национальный день.
- Филиппины — День народной власти.

### Религиозные

#### Католицизм
- Память Марии Адеодаты Пизани;
- память Тарасия Константинопольского;
- память Вальпурги Хайденхаймской.

#### Православие[2][3]
- Память Иверской иконы Божией Матери (IX в.)[4];
- память святителя Алексия, митрополита Московского и всея России, чудотворца (1378);
- память святителя Мелетия, архиепископа Антиохийского (381);
- память преподобной Марии, именовавшейся Марином, и отца её Евгения (VI в.)[5];
- память святителя Антония II, патриарха Константинопольского (ок. 895—901);
- память преподобного Вассиана Угличского, ученика преподобного Паисия Угличского (1509);
- память святителя Мелетия, архиепископа Харьковского (1840);
- память преподобного Мелетия Ипсенийского (XIX в.);
- празднование в честь Кипрской (Стромынской) иконы Божией Матери (переходящее празднование в 2018 году).

### Именины
- Католические: Адеодата, Вальпурга, Мария, Тарасий.
- Православные: Алексей, Антоний, Вассиан, Евгений, Мария, Мелетий, Плутин, Саторнил, Урван, Христ.

## События
См. также: Категория:События 25 февраля

### До XX века
- 1570 — папа Пий V издал буллу «Regnans in Excelsis», предающую анафеме английскую королеву Елизавету I.
- 1779 — Капитуляция форта Саквилл (Иллинойская кампания)
- 1831 — состоялось сражение при Грохове между русской армией и польскими повстанцами (в рамках подавления польского восстания 1830 года).
- 1836 — Сэмюэл Кольт получил патент США на револьвер Кольт.
- 1848 — во Франции провозглашена Вторая республика.
- 1856 — начал работу Парижский конгресс, увенчавшийся подписанием Парижского трактата.
- 1870 — Хайрам Роудс Ревелс стал первым афроамериканцем в Конгрессе США.

### XX век
- 1921 — образована Социалистическая Советская Республика Грузия.
- 1923 — упразднено Свободное государство Фляшенхальс, территория прусской провинции Гессен-Нассау, не подвергшейся французской и американской оккупации.
- 1924 — установлены дипломатические отношения между СССР и Австрийской Республикой.
- 1930 — в Москве открылся Клуб театральных работников (теперь — Центральный дом работников искусств — ЦДРИ).
- 1956
  - В ходе XX съезда КПСС Хрущёв выступает с докладом о разоблачении культа личности Сталина.
  - На XX съезде КПСС принято решение о прекращении выпуска в СССР паровозов и пароходов.
- 1964 
  - В Ленинграде кардиохирург Василий Колесов провёл первое в СССР успешное коронарное шунтирование человеку на работающем сердце.
  - Под Новым Орлеаном потерпел крушение самолёт Douglas DC-8-21 компании Eastern Air Lines, погибли 58 человек.
- 1965 — катастрофа прототипа Ил-62 в Жуковском (Московская область). Погибли 10 человек.
- 1977 — произошёл пожар в гостинице «Россия», в результате которого погибли 42 человека, ещё 52 человека получили травмы.
- 1991 — состоялось внеочередное заседание Политического консультативного комитета Варшавского договора. Принято решение об упразднении военных органов блока.
- 1992 — было образовано Российское космическое агентство.
- 1999 — в Казахстане началась первая после провозглашения независимости перепись населения.
- 2000 — министерством юстиции РФ учреждена медаль Анатолия Кони.

### XXI век
- 2001 — состоялись досрочные парламентские выборы в Молдове.
- 2003 — в Москву прилетели знаменитые фигуристы Людмила Белоусова и Олег Протопопов, не бывшие на родине с 1979 года.
- 2009 — произошло крушение самолёта Боинг-737 под Амстердамом.
- 2010
  - В русской Википедии появилась юбилейная 500-тысячная статья.
  - В Киеве состоялась инаугурация президента Украины Виктора Януковича.
- 2016 — Взрыв на шахте «Северная». Погибли 36 шахтёров и спасателей.
- 2025 — катастрофа Ан-26 в Омдурмане. Свыше 60 погибших.

## Родились
См. также: Категория:Родившиеся 25 февраля

### До XIX века

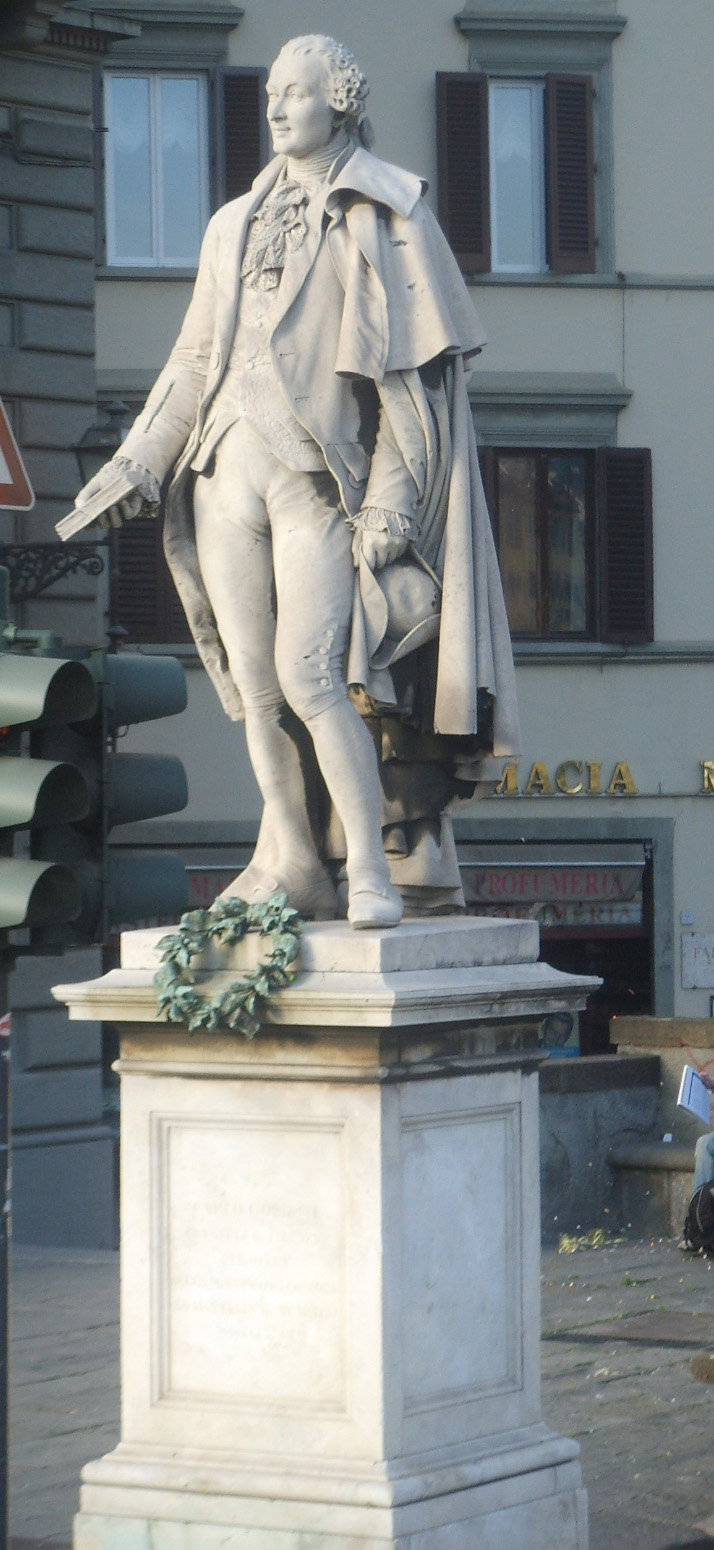
Гольдони

- 449 — Лю Цзые (ум. 466), 6-й император Южной Сун.
- 1304 — Ибн Баттута (ум. 1377), знаменитый арабский путешественник и купец.
- 1337 — Венцель I (ум. 1383), первый герцог Люксембурга (с 1354).
- 1643 — Ахмед II (ум. 1695), султан Османской империи (с 1691).
- 1682 — Джованни Баттиста Морганьи (ум. 1771), итальянский врач, основоположник патологической анатомии.
- 1707 — Карло Гольдони (ум. 1793), итальянский драматург и либреттист.
- 1725 — Никола Жозеф Кюньо (ум. 1804), французский инженер, изобретатель первой самоходной машины.
- 1778 — Хосе де Сан-Мартин (ум. 1850), один из руководителей войны за независимость испанских колоний в Латинской Америке в 1810—1826 гг., национальный герой Аргентины.

### XIX век

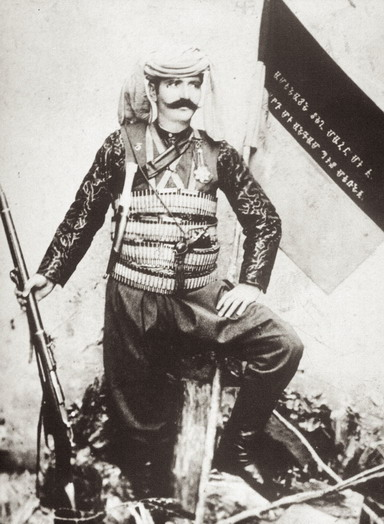
Андраник Озанян

- 1835 — Мацуката Масаёси (ум. 1924), японский государственный деятель, 4-й (1891—1892) и 6-й (1896—1898) премьер-министр Японии.
- 1822 — Лев Мей (ум. 1862), русский поэт, прозаик, драматург, переводчик.
- 1841 — Пьер Огюст Ренуар (ум. 1919), французский живописец, график и скульптор.
- 1842 — Карл Май (ум. 1912), немецкий писатель и поэт, автор приключенческих романов.
- 1790 — Хуан  Альварес Мендисабаль (ум. 1853), испанский политик либерального толка, министр финансов Испании и Председателя правительства Испании (1835—1836).
- 1865 — Андраник Озанян (ум. 1927), один из лидеров армянского национально-освободительного движения конца XIX — начала XX веков.
- 1871 — Леся Украинка (ум. 1913), украинская поэтесса, писательница, переводчица.
- 1873 — Энрико Карузо (ум. 1921), великий итальянский оперный певец (тенор).
- 1879 — Николай Евреинов (ум. 1953), русский режиссёр, драматург, теоретик и преобразователь театра.
- 1881 — Алексей Рыков (расстрелян в 1938), советский государственный и партийный деятель.
- 1885 — Леон Оганесян (ум. 1970), армянский терапевт, основатель Института кардиологии Армении.
- 1887 — Лесь Курбас (расстрелян в 1937), украинский советский актёр, режиссёр театра и кино.
- 1891 — Фаустас Кирша (ум. 1964), литовский писатель, переводчик, либреттист.
- 1893 — Григорий Ярон (ум. 1963), артист оперетты, режиссёр, либреттист, народный артист РСФСР.
- 1894 — Константин Хренов (ум. 1984), советский учёный, создатель технологии электродуговой и гипербарической сварки, член-корреспондент АН СССР, академик АН Украины.

### XX век
- 1905 — Павел Вирский (ум. 1975), артист балета, балетмейстер, хореограф, педагог, народный артист СССР.
- 1909 — Лев Арцимович (ум. 1973), советский физик, академик АН СССР, Герой Социалистического Труда.
- 1907 — Сабахаттин Али (ум. 1948), турецкий писатель и поэт.
- 1910
  - Татьяна Вечеслова (ум. 1991), балерина, народная артистка РСФСР.
  - Павел Клушанцев (ум. 1999), советский кинооператор, кинорежиссёр, сценарист, писатель.
- 1912 — Всеволод Санаев (ум. 1996), актёр театра и кино, народный артист СССР.
- 1914 — Аркадий Островский (ум. 1967), советский композитор-песенник.
- 1917 — Энтони Бёрджесс (ум. 1993), английский писатель и литературовед.
- 1918 — Михаил Кузнецов (ум. 1986), актёр театра и кино, народный артист РСФСР.
- 1919 — Жак Андре (ум. 1988), французский лётчик, Герой Советского Союза.
- 1921 — Роман Качанов (ум. 1993), один из основателей советской кукольной мультипликации.
- 1922 — Йост Михаэльс (ум. 2004), немецкий кларнетист, пианист, педагог.
- 1925 — Шеху Шагари (ум. 2018), бывший президент Нигерии (1979—1983).
- 1928 — Пауль Эльвстрём (ум. 2016), датский яхтсмен, 4-кратный олимпийский чемпион, лучший спортсмен Дании XX века
- 1932 — Тони Брукс (ум. 2022), британский автогонщик, вице-чемпион мира в классе «Формула-1» (1959).
- 1937
  - Александр Панченко (ум. 2002), филолог, исследователь русской литературы и культуры, академик РАН.
  - Егор Строев, советский и российский политик и государственный деятель.
- 1938 — Виктор Косичкин (ум. 2012), советский конькобежец, олимпийский чемпион (1960), чемпион мира и Европы.
- 1940
  - Дураи (ум. 2024), индийский кинорежиссёр, сценарист и кинопродюсер, снимавший фильмы преимущественно на тамильском языке.
  - Валентина Шарыкина, актриса театра и кино, заслуженная артистка РСФСР.
- 1943 — Джордж Харрисон (ум. 2001), британский музыкант, гитарист группы «Битлз».
- 1946 — Жан Тодт, французский спортсмен, конструктор и спортивный менеджер.
- 1950
  - Нил Джордан, ирландский режиссёр, сценарист и писатель, лауреат премии «Оскар».
  - Нестор Киршнер (ум. 2010), бывший президент Аргентины (2003—2007).
  - Франсиско Фернандес Очоа (ум. 2006), испанский горнолыжник, олимпийский чемпион в слаломе (1972).
  - Борис Эбзеев, российский юрист, судья Конституционного суда России (1991—2008), президент Карачаево-Черкесской Республики (2008—2011).
- 1951 — Евгений Герасимов, актёр театра и кино, кинорежиссёр, народный артист России, депутат Мосгордумы.
- 1953
  - Хосе Мария Аснар, испанский политик, премьер-министр Испании (1996—2004).
  - Владимир Устинов, полпред Президента РФ в Южном федеральном округе (с 2008), бывший генпрокурор России.
- 1959
  - Алексей Балабанов (ум. 2013), российский кинорежиссёр, сценарист, продюсер.
  - Михаил Девятьяров, советский и российский лыжник, олимпийский чемпион (1988).
  - Майк Питерс (ум. 2025), британский (валлийский) рок-музыкант.
- 1962 — Биргит Фишер, немецкая гребчиха на байдарках, 8-кратная олимпийская чемпионка, 28-кратная чемпионка мира
- 1966 — Теа Леони, американская актриса и продюсер («Плохие Парни»).
- 1970 — Всеволод Кузнецов, российский актёр, педагог, режиссёр и диктор.
- 1971 — Дэниел Паутер, канадский певец.
- 1975 — Наталья Баранова-Масалкина, российская лыжница, олимпийская чемпионка (2006).
- 1976 — Рашида Джонс, американская актриса, режиссёр, сценарист и продюсер.
- 1982 — Антон Волченков, российский хоккеист, чемпион мира (2009).
- 1984 — Владислав Даванков, депутат Государственной думы (2021 — н.в.), кандидат на президентских выборах 2024 года.
- 1988 — Цзоу Кай, китайский гимнаст, 5-кратный олимпийский чемпион (2008, 2012), 5-кратный чемпион мира
- 1989
  - Ли Сан Хва, южнокорейская конькобежка, двукратная олимпийская чемпионка (2010, 2014).
  - Ханс Кристер Холунн, норвежский лыжник, 4-кратный чемпион мира.
- 1992 — Эми Раффл, австралийская актриса.
- 1993 — Лукаш Седлак, чешский хоккеист, чемпион мира (2024).
- 1994 — Эжени Бушар, канадская теннисистка.
- 1995 — Марио Хезоня, хорватский баскетболист
- 1999 
  - Джанлуиджи Доннарумма, итальянский футболист, Вратарь
  - Матвей Сафонов, российский футболист, Вратарь
- 2005
  - Арда Гюлер, турецкий футболист, полузащитник сборной Турции и клуба Реал Мадрид

## Скончались
См. также: Категория:Умершие 25 февраля

### До XIX века
- 806 — Тарасий, патриарх Константинопольский.
- 1634 — убит Альбрехт фон Валленштейн (р. 1583), генералиссимус Священной Римской империи, полководец Тридцатилетней войны.
- 1713 — Фридрих I (р. 1657), король Пруссии (1701—1713).

### XIX век
- 1826 — граф Пётр фон дер Пален (р. 1745), российский военный деятель, генерал от кавалерии, один из организаторов убийства императора Павла I.
- 1844 — Иван Мятлев (р. 1796), русский поэт-сатирик.
- 1850 — император Даогуан (р. 1782), 6-й император Китая, 8-й маньчжурский император из династии Цин.
- 1852 — Томас Мур (р. 1779), английский поэт.
- 1865 — Павел Бобрищев-Пушкин (р. 1802), русский поэт, декабрист.
- 1889 — Людвик Тадеуш Варыньский (р. 1856), деятель польского и российского революционного движения.
- 1899 — Пол Джулиус Рейтер (р. 1816), немецкий журналист, основатель агентства «Рейтер».

### XX век
- 1901 — Вячеслав Манассеин (р. 1841), русский врач, один из организаторов государственной и земской медицины.
- 1903 — Алексей Головачёв (р. 1819), русский писатель и общественный деятель.
- 1906 — Антон Аренский (р. 1861), русский композитор.
- 1914 — Джон Тенниел (р. 1820), английский художник-карикатурист, иллюстратор.
- 1942 — Юрий Кондратюк (р. 1897), советский учёный, один из основоположников космонавтики.
- 1944 — Алексей Борисяк (р. 1872), российский и советский палеонтолог и геолог, академик АН СССР.
- 1945 — Иван Масанов (р. 1874), русский советский историк, библиограф.
- 1950 — Джордж Ричардс Майнот (р. 1885), американский гематолог и патофизиолог, лауреат Нобелевской премии (1934).
- 1954 — Юрий Яновский (р. 1902), украинский писатель.
- 1957 — Марк Алданов (настоящая фамилия Ландау; р. 1886), российский прозаик, публицист, философ и химик, эмигрант.
- 1964
  - Морис Фарман (р. 1877), французский авиастроитель, создатель первого в мире пассажирского самолёта.
  - Александр Архипенко (р. 1887), украинский скульптор-абстракционист.
- 1970 — Марк Ротко (р. 1903), американский художник, ведущий представитель абстрактного экспрессионизма.
- 1971 — Теодор Сведберг (р. 1884), шведский физико-химик, лауреат Нобелевской премии (1926).
- 1973 — Борис Иогансон (р. 1893), советский художник.
- 1976 — Виктор Ардов (настоящая фамилия Зигберман; р. 1900), писатель-сатирик.
- 1979 — Фриц Иоахим фон Ринтелен (р. 1898), немецкий философ.
- 1983 — Теннесси Уильямс (р. 1914), американский писатель и драматург.
- 1983 — Владислав Глинка (р. 1903), советский историк и писатель.
- 1986 — Паскуале Феста-Кампаниле (р. 1927), итальянский режиссёр, сценарист и писатель.
- 1992 — Виктор Резников (р. 1952), советский и российский композитор и поэт-песенник.
- 1993 — Эдди Константин (настоящее имя Эдвард Константиновский; р. 1917), французский певец и киноактёр.
- 1997 — Андрей Синявский (псевдоним Абрам Терц; р. 1925), писатель, литературовед, советский политзаключённый.
- 1999 — Гленн Теодор Сиборг (р. 1912), американский физик и химик-ядерщик, лауреат Нобелевской премии (1951).

### XXI век
- 2008 — Владимир Трошин (р. 1926), певец, актёр театра и кино, народный артист РСФСР.
- 2009 — Филип Хосе Фармер (р. 1918), американский писатель-фантаст.
- 2010
  - Владислав Галкин (р. 1971), актёр, заслуженный артист России.
  - Ихсан Дограмаджи (р. 1915), турецкий врач-педиатр, общественный деятель.
  - Дэвид Сойер (р. 1923), американский виолончелист.
- 2012
  - Эрланд Юзефсон (р. 1923), шведский актёр, сценарист и режиссёр.
  - Морис Андре (р. 1933), французский музыкант, трубач.
- 2014 — Пако Де Лусия (р. 1947), испанский гитарист-виртуоз.
- 2016 — Ильхама Гулиева (р. 1943), азербайджанская певица, народная артистка Азербайджана.
- 2017 — Билл Пэкстон (р. 1955), американский актёр и кинорежиссёр.
- 2020
  - Дмитрий Язов (р. 1924), Маршал Советского Союза, министр обороны СССР (1987—1991).
  - Хосни Мубарак (р. 1928), египетский военный и политический деятель, президент Египта (1981—2011).
- 2024
  - Габриела Грилло (р. 1952), немецкая предпринимательница, спортсменка, олимпийская чемпионка (1976) в командной конной выездке, двукратная чемпионка мира, трёхкратная чемпионка Европы.
  - Чарльз Диркоп (р. 1936), американский актёр кино и телевидения.
  - Эрнст Романов (р. 1936), советский и российский актёр, народный артист Российской Федерации (1994).

## Народный календарь, приметы и фольклор Руси
Мелетий и Алексий.
- На Руси в этот день выносили на мороз посевные семена, ибо верили, что промороженные семена дадут лучший урожай.
- Чем студёнее погода в последнюю неделю февраля, тем теплее будет март месяц.
- Также крестьяне на мороз выносили лён и пряжу, чтобы иметь чистые, ровные и белые нитки и мотки[6][неавторитетный источник].